# Alobiellopsis acroscyphus
Alobiellopsis acroscyphus là một loài rêu tản trong họ Cephaloziaceae. Loài này được (Spruce) R.M. Schust. miêu tả khoa học lần đầu tiên năm 1965.